# Saint-Juire-Champgillon

Saint-Juire-Champgillon este o comună în departamentul Vendée, Franța. În 2009 avea o populație de 430 de locuitori.